# Opisthograptis intermedia
Opisthograptis intermedia là một loài bướm đêm trong họ Geometridae.